# Gesvres
Gesvres település Franciaországban, Mayenne megyében. Lakosainak száma 541 fő (2022. január 1.). Gesvres Saint-Pierre-des-Nids, Averton, Crennes-sur-Fraubée, Pré-en-Pail-Saint-Samson, Saint-Léonard-des-Bois és Saint-Paul-le-Gaultier községekkel határos.

## Népesség
A település népességének változása:
| Lakosok száma | 625  | 486  | 489  | 532  | 549  | 532  | 519  | 509  | 518  | 541  |
|               | 1968 | 1982 | 1990 | 2006 | 2013 | 2015 | 2017 | 2019 | 2020 | 2022 |